# Xavier Pauchard
Pour les articles homonymes, voir Pauchard.
Xavier Pauchard est un artisan chaudronnier français né le 8 mars 1880 à Saint-Léger-sous-Beuvray et mort le 28 juin 1948 à Autun. Il est le créateur de la marque de mobilier « Tolix ».

## Biographie
Né en 1880, il fonde les ateliers « X Pauchard » en 1905. Il s'intéresse au procédé chimique qui permet de préserver une tôle de la corrosion, la galvanisation. Ce procédé, datant du XVIIIe siècle, est jusqu'alors resté peu usité. Il se fait envoyer un ouvrage technique en anglais, que sa fille lui traduit, et il teste la méthode dans son jardin. En 1927, il dépose la marque Tolix. C'est sous cette marque qu'il conçoit toute une gamme de meubles en métal embouti, dont la célèbre chaise A, robuste et empilable, devenue un objet culte, . Il a l'idée de l'embarquer sur le paquebot Normandie en mai 1935, profitant de l'énorme couverture médiatique que suscite son voyage inaugural. Elle meuble notamment le central de sécurité des pompiers du bord,. 

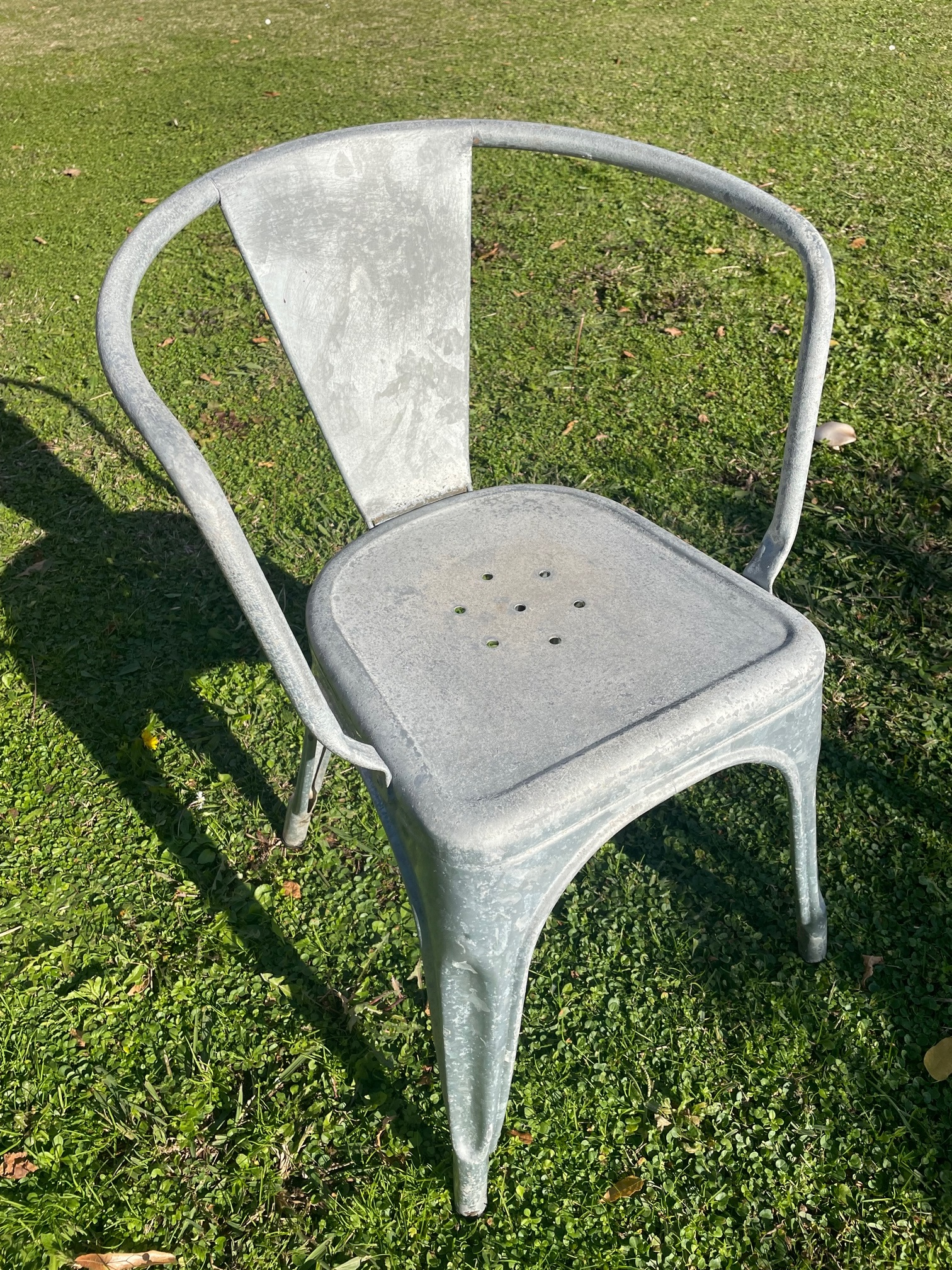
Chaise A56 pour Tolix

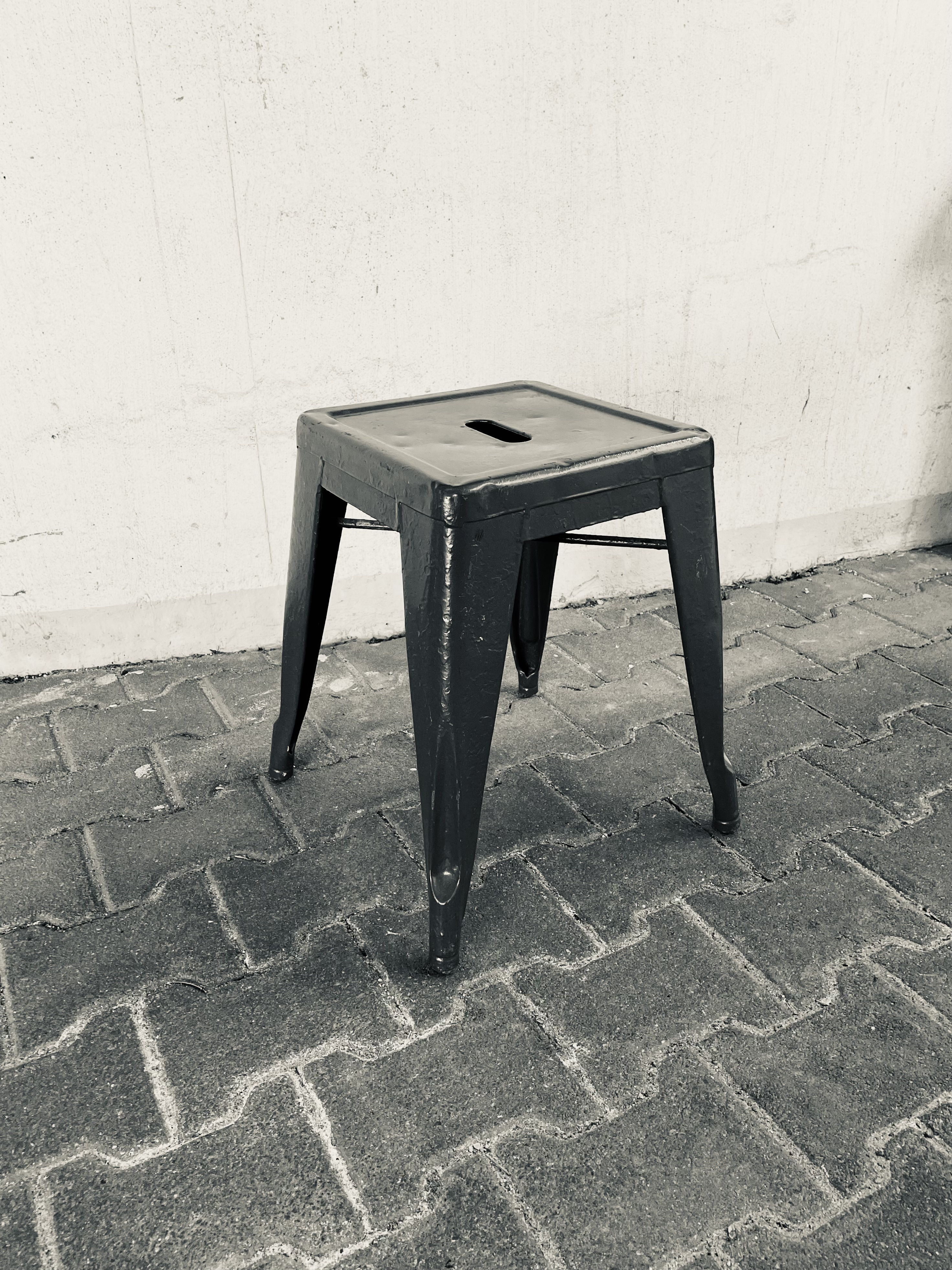
Tabouret H45 pour Tolix

Cette chaise A est solide : emboutie, pliée puis soudée, avec un dossier cintré. Ses pieds sont conçus pour que ces chaises soient empilables. Elle est, depuis lors, entrée dans les collections du Vitra Design Museum, du MoMA et du Centre Pompidou,.
La chaise A est modifiée par Jean Pauchard, le fils de Xavier, en 1956 et devient alors le fauteuil A56.